# Bartolomeo Crescenzio

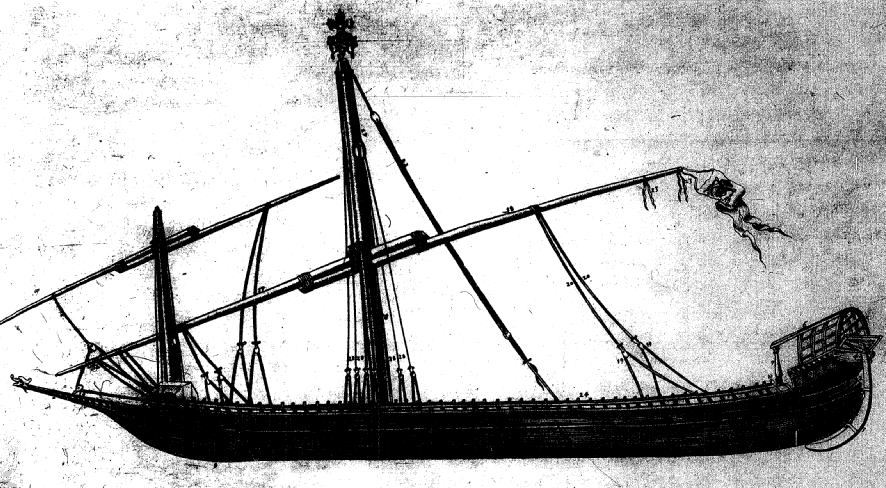
Dessin d'une galère de la fin XVIe siècle dans le Nautica mediterranea de Crescenzio

Bartolomeo Crescenzio est un mathématicien, ingénieur naval et voyageur italien des XVIe et XVIIe siècles.
Capitaine de galère de la marine pontificale, on lui doit, dédicacé au cardinal Aldobrandini, l'un des premiers traité de construction navale, intitulé Nautica mediterranea.

## Bibliographe
- Bartolomeo Crescenzio. Nautica mediterranea : nella quale si mostra la fabrica delle galee galeazze, e galeoni con tutti lor armamenti, ufficii et ordini et il modo di far vogar una galea a tutti transiti del mar con solo vinti remieri appresso Bonfadino. Rome. 1607. Lire en ligne